# 53 a.C.

## Eventos
- Cneu Domício Calvino e Marco Valério Messala, cônsules romanos. Os dois foram eleitos em meio a escândalos de suborno e manifestações violentas.
- Sexto ano das Guerras Gálicas do general Júlio César:
  - César sufoca a Revolta de Ambiórix na Gália. Os eburões são exterminados pelos romanos.
  - Os romanos atravessam de novo o Reno e derrotam os habitantes de Vico Lêudico.
- Cícero é nomeado áugure para substituir Crasso, após a morte deste.
- No oriente, Crasso e seus generais, Públio Licínio Crasso e o futuro liberator Caio Cássio Longino, são derrotados pelo Império Parta na Batalha de Carras. Crasso e Públio são mortos em combate.

## Mortes
- Crasso